# Erwin Madelung
Erwin Madelung (18. května 1881 – 1. srpna 1972) byl německý fyzik. V roce 1921 byl jmenován profesorem a nástupcem Maxe Borna na univerzitě Johanna Wolfganga Goetheho ve Frankfurtu. V roce 1923 byl zvolen členem korespondentem Göttingenské akademie věd. Od roku 1942 byl členem Akademie věd a humanitních věd v Heidelbergu.
Zpočátku své kariéry se zabýval především krystalografií a později tématy z atomové fyziky a kvantové mechaniky. V oblasti krystalografie odvodil Madelungovu konstantu pro ionty v krystalové mřížce, v oblasti elektronové konfigurace atomu Madelungovo pravidlo a v oblasti kvantové mechaniky Madelungovu rovnici, která je alternativou Schrödingerovy rovnice.

## Život a kariéra
Erwin Madelung se narodil v roce 1881 v Bonnu. Vyrůstal v Bonnu, Rostocku a Štrasburku, kde byl jeho otec Otto Wilhelm Madelung (1846–1926) ředitelem chirurgické univerzitní kliniky, než se Alsasko v roce 1918 opět stalo francouzským územím.

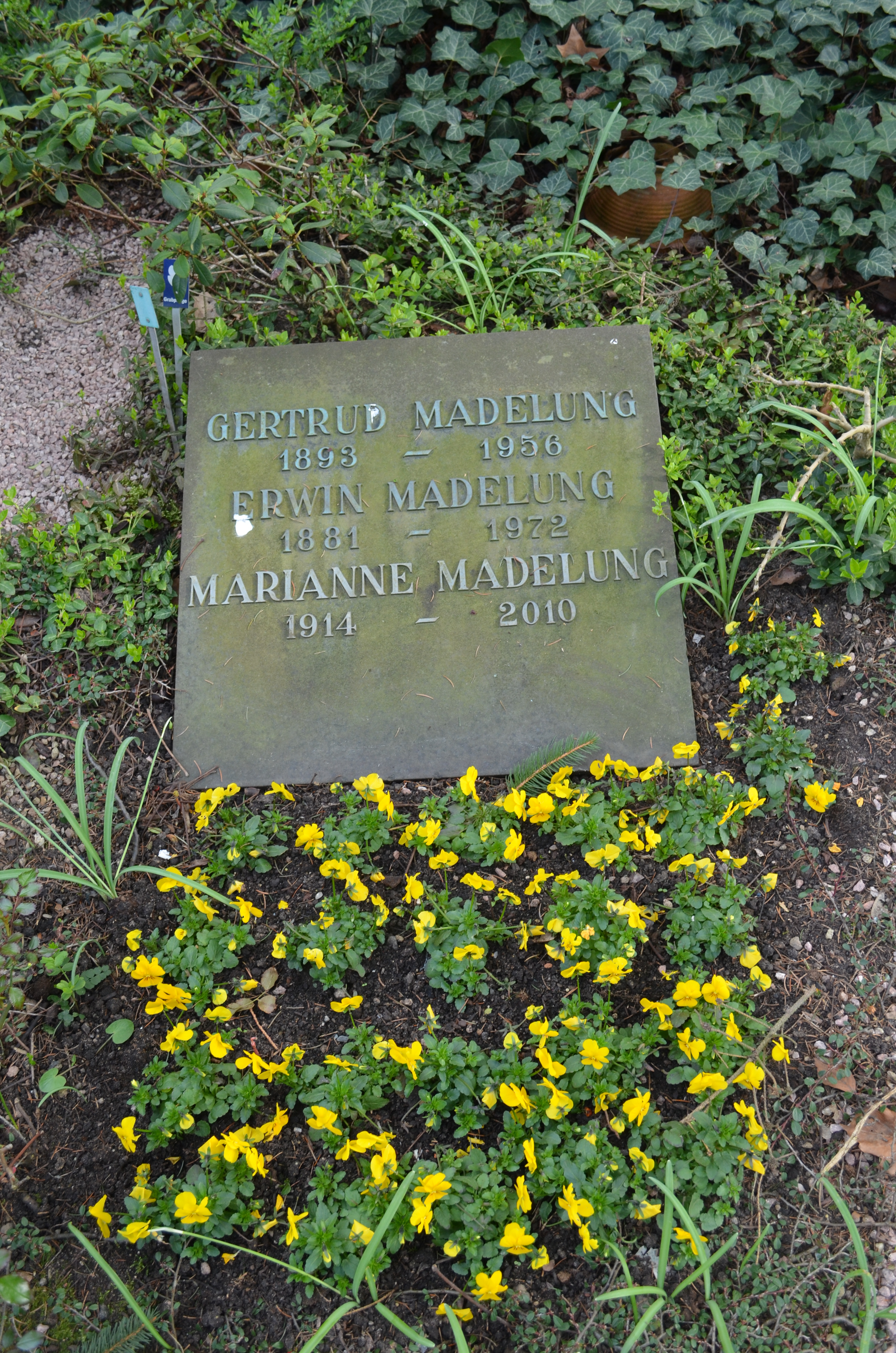
Hrob Erwina Madelunga ve Frankfurtu nad Mohanem

Jeho mladším bratrem byl chemik Walter Madelung (1879–1963) a starším bratrem letecký inženýr Georg Madelung (1889–1972). Jeho nevlastní sestra Auguste Eleonore Madelung se v roce 1922 provdala za svého kolegu z Göttingenu, experimentálního fyzika Roberta Wicharda Pohla (1884–1976). Jeho syn Otfried Madelung se v Marburgu stal profesorem teoretické fyziky.
Erwin Madelung vystudoval proslulé protestantské gymnázium ve Štrasburku, z něhož vzešlo mnoho pozdějších univerzitních učitelů. Poté studoval fyziku v Kielu, Curychu a Štrasburku a doktorát získal v roce 1905 na univerzitě v Göttingenu u Hermanna Theodora Simona (1870–1918). Po téměř roční cestě kolem světa se vrátil na univerzitu v Göttingenu. V roce 1908 se stal asistentem Eduarda Rieckeho a v roce 1912 se habilitoval na docenta. V první světové válce sloužil u 35. ženijního pluku. Po jejím skončení v roce 1918 byl jmenován profesorem na univerzitě v Göttingenu.
Po krátkých profesurách v Kielu a Münsteru byl v roce 1921 jmenován profesorem a nástupcem Maxe Borna na univerzitě Johanna Wolfganga Goetheho ve Frankfurtu. Zde až do odchodu do důchodu v roce 1949 vedl katedru teoretické fyziky a do roku 1953 přednášel. Zabýval se především tématy atomové fyziky a kvantové mechaniky.

## Vědecká práce
Erwin Madelung během své vědecké kariéry objevil a formuloval několik zákonitostí, které nesou jeho jméno.

#### Madelungova konstanta
Již během studií se zaměřil na krystalovou strukturu pevných látek. Během této doby vyvinul Madelungovu konstantu pro iontové mřížky, která charakterizuje čisté elektrostatické interakce se všemi ionty krystalu pro každý typ krystalové mřížky a je používána k určení energie jednoho iontu. Konstanta závisí pouze na typu struktury, ne na parametrech iontového náboje nebo mřížky. V krystalografii je Madelungova konstanta {\displaystyle \alpha } bezrozměrná veličina definovaná jako:
{\displaystyle \alpha ={\frac {E_{IG}}{E_{IP}}}}
EIG je průměrná vazebná energie na iont v krystalové mřížce
EIP je průměrná vazebná energie na iont pro jeden iontový pár

#### Madelungovo pravidlo

Magelungovo pravidlo. Stavy překřížené stejnou červenou šipkou mají stejnou hodnotu n + l. Směr červené šipky označuje pořadí vyplňování elektronového obalu atomu.

Madelungovo pravidlo platí pro elektronovou konfiguraci atomu a říká, že atomové orbitaly jsou obsazovány elektrony v pořadí rostoucích hodnot součtu kvantových čísel n + l, kde n je hlavní kvantové číslo a l vedlejší kvantové číslo.
Madelungovo pravidlo platí pouze pro neutrální atomy v jejich základním stavu. V něm může být elektronická konfigurace vytvořena umístěním elektronů do nejnižší dostupné podslupky, dokud se celkový počet přidaných elektronů nerovná atomovému číslu. Podslupky jsou tedy vyplněny v pořadí podle rostoucí energie pomocí dvou obecných pravidel:
1. Elektrony jsou přiřazeny podslupkám v pořadí rostoucí hodnoty n + l.
2. U podslupek se stejnou hodnotou n + l jsou elektrony přiřazeny nejprve k podslupce s nižším n.

Madelungovo pravidlo je často přiřazováno i jiným vědcům nebo má jiné pojmenování:
- Janetovo pravidlo (podle Charlese Janeta)
- Klechkowského pravidlo (podle Vsevoloda Klechkovského)
- Wiswesserovo pravidlo (podle Williama Wiswessera)
- Pravidlo aufbau (především v Německu)
- Pravidlo diagonální

#### Madelungova rovnice
Erwin Madelung se později specializoval na atomovou fyziku a kvantovou mechaniku. Formuloval Madelungovu rovnici (rovnice kvantové hydrodynamiky), která je alternativní formou Schrödingerovy rovnice publikované v roce 1925  Erwinem Schrödingerem.
Schrödingerova rovnice popisuje časový a prostorový vývoj vlnové funkce částice, která se pohybuje v poli sil. Tato rovnice má v kvantové mechanice stejné postavení jako druhý Newtonův zákon v klasické mechanice.

## Publikace
- Magnetisierung durch schnell verlaufende Stromvorgänge mit Rücksicht auf Marconis Wellendetektor (česky Magnetizace rychlými proudovými procesy s ohledem na Marconiho vlnový detektor), Göttingen, Univ., Phil. Fak., Diss., 1905.
- Die mathematischen Hilfsmittel des Physikers (česky Matematické nástroje fyzika), Springer Verlag, Berlin 1922.[2] subsequent editions: 1925,[3] 1936,[4] 1950, 1953, 1957, 1964.